# فهرست جداول کاراکتر برای گروه‌های نقطه‌ای سه‌بعدی مهم شیمیایی
این مقاله، جداول کاراکتر مربوط به گروه‌های نقطه‌ای مولکولی که در مطالعه تقارن مولکولی استفاده شده‌اند را فهرست می‌کند. در ایجاد این جداول، عملیات تقارنی در مولکول‌های رایج، از دیدگاه نظریه گروه‌ها بررسی شده که در طیف‌بینی مولکولی و شیمی کوانتومی مفید می‌باشند. اطلاعات مربوط به استفاده از جداول به علاوهٔ فهرست‌های گسترده‌تر از آن‌ها را می‌توان در منابع یافت.

## جداول کاراکتر

### تقارن‌های غیر-محوری
مشخصه این گروه‌ها، فقدان محور دورانی مناسب است، توجه کنید که دوران {\displaystyle C_{1}} به عنوان عمل همانی در نظر گرفته شده. این گروه‌ها دارای تقارن پیچشی اند: تنها عمل غیر-همانی، در صورت وجود، معکوس خودش خواهد بود.
در گروه {\displaystyle C_{1}}، تمام توابع مختصات کارتزین و دوران‌های حول آن‌ها، به صورت نمایش تحویل‌ناپذیر {\displaystyle A} تبدیل می‌شوند.
|                   | {\displaystyle E} |
| {\displaystyle A} | {\displaystyle 1} |

|                       | {\displaystyle E} | {\displaystyle i}  |                                                                     | |
| {\displaystyle A_{g}} | {\displaystyle 1} | {\displaystyle 1}  | {\displaystyle R_{x}}, {\displaystyle R_{y}}, {\displaystyle R_{z}} | {\displaystyle x^{2}}, {\displaystyle y^{2}}, {\displaystyle z^{2}}, {\displaystyle xy}, {\displaystyle xz}, {\displaystyle yz} |
| {\displaystyle A_{u}} | {\displaystyle 1} | {\displaystyle -1} | {\displaystyle x}, {\displaystyle y}, {\displaystyle z}             | |

|                     | {\displaystyle E} | {\displaystyle \sigma _{h}} |                                                                 |                                                                                         |
| {\displaystyle A'}  | {\displaystyle 1} | {\displaystyle 1}           | {\displaystyle x}, {\displaystyle y}, {\displaystyle R_{z}}     | {\displaystyle x^{2}}, {\displaystyle y^{2}}, {\displaystyle z^{2}}, {\displaystyle xy} |
| {\displaystyle A''} | {\displaystyle 1} | {\displaystyle -1}          | {\displaystyle z}, {\displaystyle R_{x}}, {\displaystyle R_{y}} | {\displaystyle yz}, {\displaystyle xz}                                                  |